# Festival interceltique de Lorient 1983
La 13e édition du Festival interceltique de Lorient, qui, exceptionnellement, dure onze jours du 5 au 15 août 1983, est un festival réunissant des artistes venus de Bretagne, Irlande, Écosse, Galice, pays de Galles, Cornouailles et île de Man. 
Un lieu de restauration appelé « le Village celte » est créé.
Après le succès de The Brendan Voyage (en) l'année précédente, Shaun Davey crée le spectacle Suite celtique de Lorient (retranscrite sur l'album The Pilgrim (en)) avec, entre autres, les solistes Rita Connolly et Iarla Ó Lionáird (chant) et Liam O'Flynn (uilleann pipe).
Alan Stivell y donne un concert dans le cadre de la tournée Légende.
Le groupe Diaouled Ar Menez joue avec la fanfare Hilare Carhaisienne et l'Intercommunal Free Dance Music Orchestra sous la direction de François Tusques.
Le Championnat national des bagadoù est remporté par le bagad d'Auray.

## Document vidéo
- « 1983 Bagad Ronsed Mor Lokoal-Mendon Concours de Lorient », film amateur sur YouTube - durée : 2'24".